# 康雅帕·蓬萨可
康雅帕·蓬萨可（1995年7月14日—），昵称Sakul，是泰国著名女模特兼演员，会泰拳的她早年因拍摄广告及音乐录影带而进入演艺圈。代表作有《高校战争》、《美丽男孩》、《爱情暴击》、《暗夜天罚》、《珠光璀璨》。现为泰国第3电视台旗下女艺人，男友为泰国第7电视台旗下艺人亚提·唐威邦帕尼特（Bank）。

## 影视作品

### 电影
- 2017年，《Enough（義大利語：Enough (film 2017)）》之More Than Enough 饰演 Sakul

### 电视剧
- 2016年，《高校战争》（MCOT HD） 饰演 Violin
- 2017年，《爱来了别错过2》（LINE TV） 饰演 Preaw
- 2018年，《美丽男孩》 饰演 Vee （泰国第3电视台）
- 2020年，《爱情暴击》饰演 Ying （GMM 25）
- 2020年，《暗夜天罚》 饰演 Pink （腾讯视频、WeTV）
- 2021年，《珠光璀璨》 饰演 Treenutch / Nutch（泰国第3电视台）[2]